# يوهان لودفيغ
يوهان لودفيغ (بالألمانية: Johannes Ludwig)‏ (8 يونيو 1903 كيل ألمانيا - 7 يناير 1985 كيل ألمانيا) هو لاعب كرة قدم ألماني سابق كان يلعب كمهاجم.

## روابط خارجية
- يوهان لودفيغ على موقع قاعدة بيانات كرة القدم.إي يو (الإنجليزية)
- يوهان لودفيغ على موقع ناشيونال فوتبول تيمز (الإنجليزية)
- يوهان لودفيغ على موقع عالم كرة القدم.نت (الإنجليزية)